# Hàn Tống
Hàn Tống (giản thể: 韩综; phồn thể: 韓綜; bính âm: Han Zong; ? – 253) hay Hàn Tổng, không rõ tên tự, là tướng lĩnh Đông Ngô và Tào Ngụy thời Tam Quốc trong lịch sử Trung Quốc.

## Cuộc đời
Hàn Tống quê ở huyện Lệnh Chi, quận Liêu Tây, U Châu, là con trai của khai quốc công thần Đông Ngô Hàn Đương. Khoảng năm 223–226, Hàn Đương tạ thế, Hàn Tống được tập tước Thạch Thành hầu (石城侯) của cha, thống lĩnh bộ khúc.
Năm 226, Tôn Quyền đóng quân ở Thạch Dương, phái Hàn Tống trấn thủ Vũ Xương. Tống ở địa phương cho quân nhũng nhiễu, dâm loạn. Tôn Quyền biết chuyện, nhưng vì Hàn Tống là con công thần nên bỏ qua. Ngược lại, bản thân Hàn Tống lại thấp thỏm, lo sợ một ngày nào đó Tôn Quyền nhớ lại chuyện này sẽ dùng làm cớ để thanh toán mình.
Năm 227, Hàn Tống mang theo mẫu thân, gia nhân, bộ khúc mấy nghìn người đến nương nhờ Đại tư mã Tào Ngụy là Tào Hưu. Tào Duệ phong Tống làm tướng quân, tước Quảng Dương hầu (廣陽侯). Hàn Tống nhiều lần cầm quân tấn công biên cảnh Đông Ngô, giết hại dân chúng, khiến Tôn Quyền vô cùng căm hận.
Năm 252, quân Ngụy tấn công Đông Hưng, Hàn Tống giữ chức Tiền quân đốc, làm tiên phong. Quân Ngụy thua trận, Hàn Tống cùng Hoàn Gia bị giết. Đại tướng quân Gia Cát Khác cho người chém đầu, đem thủ cấp tế bái trước linh vị Tôn Quyền.

## Trong văn hóa
Trong tiểu thuyết Tam quốc diễn nghĩa, Hàn Tống xuất hiện ở hồi 108, không hề được nhắc tới thân thế. Tư Mã Chiêu phái Vương Sưởng, Hồ Tuân, Quán Khâu Kiệm tấn công Đông Ngô. Hồ Tuân làm tiên phong, cho Hàn Tống, Hoàn Gia tấn công hai thành Đông Hưng do Toàn Dịch, Lưu Lược canh giữ. Hai tướng cố thủ, Hồ Tuân không làm hạ được, phải cho quân đóng trại. Viện quân Ngô do Đinh Phụng, Đường Tư, Lưu Toản bất ngờ tấn công khiến quân Ngụy thua to. Hàn Tống rút kích trong trại ra định đâm Đinh Phụng, nhưng trái lại bị Đinh Phụng chém chết.